# Unculabes porrensis
Unculabes porrensis är en mångfotingart som beskrevs av Shear 1974. Unculabes porrensis ingår i släktet Unculabes och familjen Rhachodesmidae. Inga underarter finns listade i Catalogue of Life.